# メタルフィスト
『メタルフィスト』（Metal Fist）とは、1998年1月15日にエレクトロニック・アーツ・スクウェアからPlayStationにて発売された、360度3Dフルスクロールの格闘アクションゲームである。
イギリスのCore Designが開発した"Fighting Force"の日本版。海外では1997年にアイドスから発売され、NINTENDO 64版やWindows版も出ている。

## 概要
『ファイナルファイト』（カプコン）や『ベア・ナックル』（セガ）と言った、横スクロールタイプのベルトスクロール系格闘アクションゲームを、3D化したようなゲームである。
プレイヤーは4人いる男女の主人公の中から選び（2人同時プレイ可能）、360度広大な3Dフィールドで複数の敵と戦う。女性の主人公の時は、重い石を持ち上げられないことがある。武器に銃やナイフや、ステージ上にある木箱、灰皿や消火器や、あるいは車を破壊し、タイヤを武器にしたり、色々な物を武器として使用出来る。自販機やホットドッグスタンドを破壊することで体力が回復する。木箱を破壊した時には体力回復アイテムが出てくることもある。
このゲームは元々、セガの『ベア・ナックル』の4作目という位置づけで、セガが1996年11月26日にセガサターンで発売リリースしていた。Core DesignがFighting Force（仮）の開発中の時に、セガが『ベア・ナックル』の新作『Streets of Rage 4』（または『Streets of Rage 3D』）として発売したいと興味を示し、Coreとの取引でこのゲームを買い取り、『ベア・ナックル』の新作として変えて発売しようとした。しかし、うまくいかずキャンセルとなり、その後、セガサターンでの発売はされず、セガからアイドス（Core Designが開発した『トゥームレイダー』シリーズはアイドスから発売されているという繋がりもある）に販売所有権が渡り、1997年にそのままのタイトル『Fighting Force』で『ベア・ナックル』との関係性なしで、PlayStationとNINTENDO64にて発売された。しかし、キャラクターやステージなど一部に『ベア・ナックルIII』のと類似点がいくつかある。

## ストーリー
舞台はブロンクス。西暦2000年に世界は滅亡すると予言していた神学者であり科学者及び政府のエージェントのドクター・ゼンは警告をしていた。ドクター・ゼンは彼の終末思想から来るべき滅亡の日の準備に備えるため、自分こそ神だと唱えて、滅亡後の自分達の楽園を築こうと考えていた。しかし、時は2000年1月1日、世界は滅亡しなかった。何も起こらなかった事にドクター・ゼンは挫折感を味わい、怒りと憎しみへと変貌し、自分が神になる為に、世界滅亡の計画を立てた。
ドクター・ゼンの助手だったスナッパーは妄想について行けず、脱走し、私立探偵のメイス・ダニエルズに野望を食い止めて欲しいと頼み、ダニエルズは自衛団員ホーク・マンソンと、彼のパートナーに囚人のベン・スマッシャ・ジャクソン、ドクター・ゼンの娘で、父親が開発したドラッグの実験台にされ、父親に憎しみを抱く、アラナ・マッケンドリック。この4人はドクター・ゼンの野望を打ち砕く為、立ち上がる。

## 評価
電撃PlayStationソフトレビューでは50、55の105点。レビュアーはステージ分岐があることや演出を賞賛したが、ボスは理不尽、他の敵も最低難易度でも厳しい強さであることに変わりがなくプレイヤーの攻撃があまりにも弱く相手の反撃も容易、1人プレイ中に2人目乱入ができず、2Pがいると同士討ちすることもある、視点切り替えが不自由といった完成度に問題があるとした。
GameSpotはPS版に5.3/10のスコアを与え、特定のボタン連打で戦闘が進行してラスボスまで倒せてしまう、3D環境では画面外から敵が攻撃してくることや背景はまともだが変化が少ない、サウンドも大したことがないことを挙げ、唯一のいい点はプレイヤーの行動によって分岐があることでファイナルファイトやベア・ナックルを好んでいなければお勧めできないとした。N64版は4/10のスコアでセクションの敵が全滅するまでその場にいなければならず、一見無限かと思うほど多く、同じ攻撃方法で襲われ、プレイヤーも特定のパターンで攻撃することになるため戦略性は低く、同じ武器同じ敵を見るうちに退屈になり、グラフィックはPS版と同じだが多くのオブジェクトとキャラクターが表示されると処理落ち、特に2人プレイ時に発生、カメラワークは2人プレイでは切り替えようとすると混乱の原因となる、サウンドと音楽も乏しいなど退屈なゲームでPS版よりも何も提供することができないと批判、敵の種類を増やしてプレイアブルキャラクターや敵が使う攻撃方法を増やせばうまくいっていた精彩を欠いたゲームだとした。
IGNはPS版は5.5/10のスコアで多様性の欠如を批判した。N64版は6.4/10のスコアでメニューはシンプル、カットシーンは引き込まれるまともな出来、サウンドはよくあるものだが多様とした。

## 続編
日本未発売だが、北米では1999年にPlayStationとドリームキャストにて続編『Fighting Force 2』が発売。格闘アクションがメインだった前作と比べ、格闘アクションも含んだ銃火器でのアクションがメインで、開発元のCore Designが開発したゲームでもある『トゥームレイダー』の様なカメラワークにステルス性がある戦略アクションとなっている。前作では主人公は4人から選べる上に2人同時プレイ可能だったが、1人プレイのみで主人公は前作にいたホーク・マンソン1人しか選べない。前作とゲームの方向性が違うため、続編の評価はあまり高くなかった。
2004年にPlayStation 2とXbox用として、3作目に『Fighting Force 3』の開発計画があり、開発中のデモ映像も公開された。しかし、結局は開発はキャンセルとなった。